# Lill Tschudi
Lill Tschudi (* 2. September 1911 in Schwanden; heimatberechtigt ebenda; † 19. September 2004 ebenda) war eine Schweizer Linolschneiderin und Aquarellmalerin.

## Leben
Lilian Susanna Ursula Tschudi war Tochter der Heraldikerin Ida Louise geborene Schümperlin und des Kaufmanns Friedrich Tschudi. Sie besuchte die Sekundarschule in Schwanden und Glarus sowie die École supérieure de jeunes filles in Lausanne. Claude Flight und Edith Lawrence unterrichteten sie von 1929 bis 1930 im Linolschnitt an der Grosvenor School of Modern Art in London. Von 1931 bis 1933 studierte Tschudi an der Académie Ranson und der Académie Moderne in Paris. Zu ihren Lehrern gehörten Fernand Léger, Gino Severini und André Lhote. Von 1934 bis 1938 (?) nahm sie Unterricht in London sowie in Chantemerle. Sie blieb unverheiratet.
Tschudi kehrte 1935 in die Schweiz zurück und lebte abwechselnd in Zürich und Schwanden. Studienreisen führten sie nach Frankreich, Italien und in die Niederlande. Ab 1940 lebte sie im grosselterlichen Haus in Schwanden und war im Frauenhilfsdienst (FHD) tätig. Sie war Mitglied des Women’s International Art Club.

## Werk
Tschudi hat über 450 handgedruckte Linolschnitte hergestellt. Ihre frühen Arbeiten orientierten sich an der Grafik des Art déco. Sie wählte «kühne» Ausschnitte und Perspektiven, eine «kecke» Farbigkeit erzielte sie durch das Neben- und Übereinanderdrucken von mehreren Linolblöcken. Während sie in der Schweiz erst spät bekannt wurde, war sie seit den 1930er Jahren eine gefragte Künstlerin in Grossbritannien, Australien und den Vereinigten Staaten. In den 1950er Jahren erzeugte sie Musterungen durch einen «virtuosen Umgang» mit dem Stechbeitel. Tschudi nahm ab den 1970er Jahren Motive aus früheren Werkphasen auf und arbeitete mit vorhandenen Linoleumschnitten, die sie in immer neuen Zusammenstellungen druckte.
Tschudis weiteres Schaffen umfasste Aquarell, Ölmalerei, Sgraffito und Mosaik. Eine ergänzende Technik war die Collage, mit der sie experimentierte und die sie teilweise ihren Malereien hinzufügte.

## Arbeiten in Sammlungen (Auswahl)
- British Museum, London
- Graphische Sammlung der ETH Zürich
- Kunsthaus Glarus
- Metropolitan Museum of Art, New York
- Museum of Fine Arts, Boston
- Museum of Modern Art (MoMA), New York
- National Gallery of Australia, Canberra
- Städtische Galerie Bietigheim-Bissingen
- Victoria and Albert Museum, London

## Auszeichnungen
- 1981 Kulturpreis der Gemeinde Schwanden
- 1986 Preis der Stiftung für die graphische Kunst in der Schweiz
- 1991 Glarner Kunstpreis

## Mitwirkung
- Ida Tschudi-Schümperlin, Jakob Winteler-Marty: Glarner Gemeindewappen. Mit 32 Linolschnitten von Lill Tschudi. Baeschlin, Glarus 1941.